# Allierade invasionen av Sicilien
Allierade invasionen av Sicilien, kodnamn Operation Husky, var ett stort fälttåg under andra världskriget där de allierade tog Sicilien från Axelmakterna (Italien och Nazityskland). Det var en storskalig amfibisk och luftburen operation, följt av sex veckors markstrid. Det inledde fälttåget i Italien.
Husky inleddes natten 9-10 juli 1943 och avslutades den 17 augusti. Strategiskt uppnådde Husky de mål som angavs av allierade planläggare. De allierade körde ut axelmakternas luft-, mark- och sjöstridskrafter från ön. Medelhavets farleder öppnades och den italienske diktatorn Benito Mussolini störtades från makten. Det öppnade vägen för den allierade invasionen av Italien.

## Historia
Efter slutsatsen att en invasion av Frankrike inte var möjlig det året beslöts det att man skulle använda trupper från den nyligen vunna ökenkriget i Nordafrika till att erövra den Italienska ön Sicilien. De strategiska målen med det här var att undanröja Axelmakternas flygbaser på ön för att tillåta fri passage för allierade fartyg i Medelhavet, och sätta press på den italienska regimen i hopp om att eventuellt kunna slå ut dem ur kriget. Ett sekundärt syfte var att ha en avsats för en invasion av det italienska fastlandet, fast amerikanerna motsatte sig ett sådant företagande då det avsevärt skulle kunna försena invasionen av Frankrike.
Överbefälhavaren för den allierade operationen var Dwight Eisenhower. Landtrupperna bestod av Storbritanniens åttonde armé under ledning av general Bernard Montgomery, och USA:s sjunde armé under ledning av general George S. Patton. Den största av axelmakternas formationer på Sicilien var den italienska 7. armén, vilken bestod av 365 000 man fördelade på nio divisioner. De Italienska förbanden var dock i dåligt skick, så huvudbördan för försvaret axlades av den tyska 14. pansarkåren, på drygt 40 000 man med minst 47 stridsvagnar och 200 artilleripjäser.  Överbefälhavare på ön var den italienske generalen Alfredo Guzzoni.

## Delar av operationen
- Operation Mincemeat: Avledande åtgärder för att missleda axelmakterna om invasionens datum och plats.
- Operation Chestnut: Luftlandsättning av två SAS-grupper för att störa fientliga kommunikationer den 12 juli 1943.
- Operation Corkscrew: Allierad invasion av den italienska ön Pantelleria den 10 juni 1943.
- Operation Fustian: Allierad luftlandsättning vid Primrose Bridge den 13 juli - 14 juli 1943.
- Operation Ladbroke: Allierad nattlig glidflygplanslandning vid Syrakusa den 9 juli 1943.
- Operation Narcissus: Kommandoräd mot ett fyrhus nära det huvudsakliga landstigningsområdet för invasionsstyrkan.

## Canicattìmassakern
Canicattìmassakern var en incident i Canicattì i juli 1943 under den allierade invasionen av Sicilien, där en amerikansk trupp sköt in i en samling civila som enligt amerikanarna skulle ha deltagit i plundringen av en livsmedelsfabrik. Bland annat omkom en 11-årig flicka under skottlossningen.